# Heriveu de Châtillon
Hérivée de Châtillon também denominado Hérivée de Châtillon (922 - 947) foi um nobre da França medieval, tendo sido detentor do título de Senhor de Chatillon-sur-Marne e de Bazoches, localidades da actual comuna francesa, situada no departamento de Marne na região Champagne-Ardenne. 

## Relações familiares
Foi filho de Eudo de Châtillon (c. 860 - 923) e casado com Gisele de Cambrai (951 - 1001), de quem teve:
1. Miles de Châtillon (982 - 1044)[1] senhor de Chatillon-sur-Marne. Casou com Avemelle de Montfort.
2. Gelduíno de Dampierre (c. 982 - c. 1030) casou com Melsinda de Limoges.[2][3]